# Сабу II Ібебі
Сабу II Ібебі (XXIV ст. до н. е.) — давньоєгипетський державний діяч, верховний жрець Птаха у Мемфісі наприкінці V династії.

## Життєпис
Походив з впливового жрецького роду. Син Птахшепсеса II, верховного жерця Птаха, та Інтуїт. Народився в правління фараона  Ніусерри. Перші жрецькі посади отримав за фараона Менкаухора. За фараона Джедкара Ісесі начальником усіх робіт (на кшталт головного архітектора держави). Відповідав за зведення палаців, пірамід та інших державних будівель. Можливо, очолював роботи зі зведення пірамід Уніса та Теті II
За фараона Уніса стає верховним жерцем Птаха. Також призначається жерцем пірамід Уніса, а потім Теті II. Підтримав процес зміцнення VI династії. Керував церемонією сходження на трон Теті II.
Поховано в мастабі E1 в некрополі Саккара.

## Родина
- Сабу III Тжеті, верховний жрець Птаха
- Птахшепсес, жрець пірамід Уніса та Теті II